# Szilágyi Mária (keramikus)
Szilágyi Mária (Krasznokvajda, 1916. március 1. – Budapest, 1979. április 19.) keramikusművész, alkotásai a Szomszédok című teleregény, Szikszay Etus karakterének a díszleteként váltak országszerte ismertté.

## Életpálya
Szilágyi Mária egy eltökélt, szép és erős személyiségű nő volt, aki egy kísérletező, termékeny életművet hagyott maga után. A Műcsarnokban (1977) rendezett kiállításának a brosurájában Pogány Ö. Gábor így ír róla: "Szilágyi Mária öntudatosan, emelt fővel műveli szakmáját, azt is tudhatja már, hogy amit csinál, nem sorolható az időleges teljesítmények közé."
Művészetében előszeretettel foglalkozott a bibliai, folklór elemekkel éppúgy mint balladákban megörökített történetekkel. Az életmű legjelentősebb darabjai, a hófehér, a folklór elemeket már csak líraian megjelenítő mázas kerámiák, a kilencvenes években a televízión keresztül váltak széleskörűen ismertté, éppen csak kevesen tudták, hogy valójában kihez is köthetők a képernyőn látható alkotások. Mivel az 1987 és 1999 között forgatott Szomszédok című ikonikus teleregényben, Szilágyi kerámiáit használták fel Szikszay Etus karakterének foglalkozását igazoló díszletként, illetve a forgatások különböző helyszíneinek háttérdekorációjaként. Vagyis egy ország ismerte az életmű legjelentősebb darabjait, csak azok készítőjének a kiléte nem volt közismert.

## Magánélete
1916. március 1-én Krasznokvajdán, egy életvitel szerint nagypolgári, származását tekintve azonban dzsentri család másodszülött gyermekeként jött a világra. Az édesapja (Szilágyi Géza 1885 - 1949) gyógyszerész , az édesanyja (Toperczer Ilona 1895 - 1945) pedig háztartásbeli, később Tormay Cécile segítője, “asszisztense” volt a Magyar Asszonyok Nemzeti Szövetségében. Az apa foglalkozásából fakadóan a család előbb Jászszentandrásra, majd később Budapestre költözött. Szilágyi középiskolai tanulmányait követően tehetségvizsgát tett, és a Magyar Királyi Iparművészeti Iskola kerámia szakán folytatta tanulmányait (1931 - 35), ahol Orbán Antal növendéke, valamint Domanovszky Endre, Weichinger Károly és Simay Imre tanítványa volt. Az Iparművészeti iskola elvégzése után Fery Antallal közösen a Logodi utca 25-ben nyitottak műtermet. A háború kitörése előtt egy évig Rómában tanult (Vittorio Di Colbertaldonál) ösztöndíjjal. Majd férjhez ment Dr. Mokcsay Sándor (1903 - 1978) gépészmérnökhöz aki a szakmájából szerezte meg doktori fokozatát. 1940 január 30-án született meg Zsuzsanna nevű gyermekük. A háború alatt a Margitszigeten, rokkant katonáknak tartott iparművészeti képzéseket, foglalkozásokat. Itt ismerkedett meg második férjével, Dr. Koncz Imre (1917 - 1970) orvossal, akitől 1952 december 19-én született második gyermeke, Imre. A vár ostroma alatt megsemmisült a műterme. A háborút követően előbb a Rádiónál, majd Szentendrén mint makettező és rajzoló dolgozott, 1952-től pedig a Vincellér utcai Kerámia Szövetkezet tagja lett. A Thököly út 130. alatt lévő földszinti otthonának a konyhájában alakította ki ideiglenes stúdióját. 1962-től önálló keramikusművész ként dolgozott, az Iparművészeti Vállalatnak készített zsűrizett kerámiákat. A néphagyományokkal kapcsolatos érdeklődése gyermekkorától fontos szerepet tölt be az életében. Az ‘50-es évek végétől az eziránti tudásvágyát és elkötelezettségét a Baktay Ervin személye köré épült orientalista közösségben gyarapította. Itt megismerkedett későbbi (harmadik) férjével Kemenes Béla (1924 - 2006) épitészmérnökkel, akivel 1962-ben kötött házasságot. 1969-ben készült el  a nagyobb műteremmel és így égető kemencével rendelkező új otthona, Pannonhalmi út 18. alatt. (melyet később a Szomszédok teleregény számos epizódjának a forgatási helyszíneként is használtak. A családi házat a kétezres évek közepén teljes átépítették.)

## Munkássága

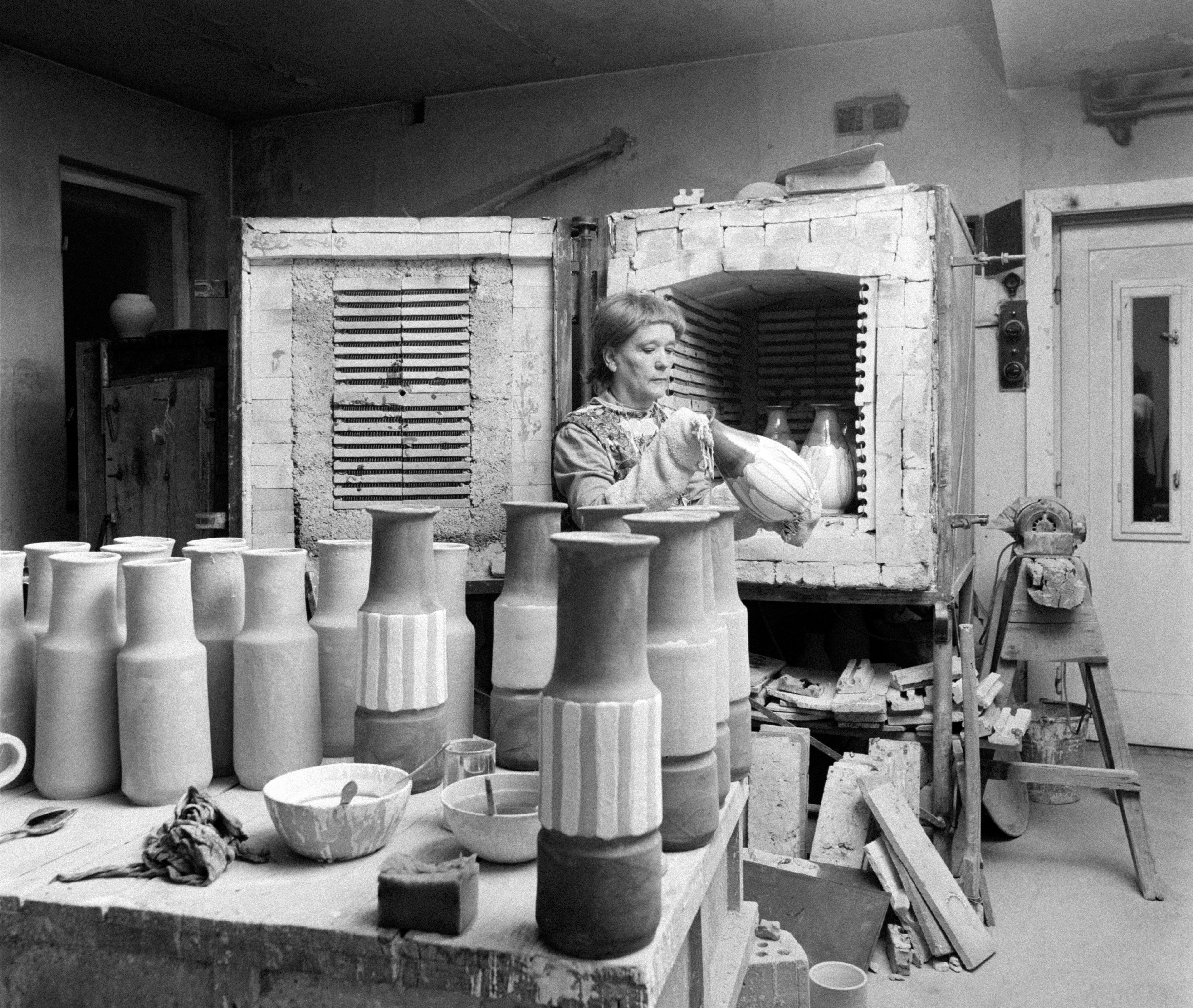
Szilágyi Mária keramikusművész műtermében alkotás közben. MTI fotó: Balassa Ferenc

1968 januárjában a Fényes Adolf Teremben nyílt meg első önálló kiállítása. Még az életében Szombathelyen a Savaria Múzeumban, a Ferencvárosi Pincetárlatban, a Derkovits Teremben, 1977-ben a Műcsarnok kamaratermében majd Celldömölkön volt önálló kiállítása. A hetvenes években kezdi megtalálni művészetében az önálló hangot. A legfőbb inspirációt Gádor István munkássága jelentette számára. Ugyanakkor hatással volt rá barátainak, Schrammel Imrének, és Tóth Menyhértnek a művészete is. Az érett korszakát jelentő fehér mázas kerámiáiban pedig Jakovits József és Szenes Zsuzsa kísérletező alkotásainak a benyomása ismerhető fel.

#### Celldömölk[3]
1969-ben a nagyméretű terrakotta fali kompozíciójával elnyerte az akkor épülő celldömölki Művelődési Háznak - a “kétezrelékes beruházások” rendszere miatt meghirdetett - művészeti pályázatát. (Amit a kétezres években történő felújítást és átalakítást követően, az eredeti helyéről áthelyeztek az épület előcsarnokába.) A településsel a viszony a várossá avatással vált szorossá, aminek a megkoronázása volt az 1979. januárjában nyíló önálló, Kemenesaljai Művelődési Ház beli kiállítása. Azt követően hamarosan, az év áprilisában, hosszabb betegséget követően elhunyt. Végrendeletet nem írt, az egész életművét egy újságnak adott 1978-as interjúban elhangzott kijelentése alapján Celldömölk városának adományozta.

#### Kerámiák utóélete
A kerámiák nesztelenül várták a Pannonhalmi út 18. alatt található egykori otthonában, hogy rájuk találjanak. Azonban a Szomszédok teleregény díszlet, kellékként való felhasználásuk egy egészen váratlan fordulatot jelentett valamint egy új tartalmat adott az életmű számára. Az 1987 és 1999 között forgatott ikonikus teleregény készítői egy jelenben játszódó, autentikus miliőt szerettek volna megteremteni, ahol a hangsúly nem a kitalált történeten, hanem a karaktereken és helyszíneken van. Azzal kapcsolatban, hogy miért és hogyan kerültek az 1979-ben elhunyt Szilágyi Mária alkotásai a  készítők a látómezőjébe, csak találgatni lehet. A kerámiák több szempontból is megfeleltek az elképzeléseknek, mivel az alkotások az átlag néző számára formájukba ismerős elemeket tartalmaztak, de nem voltak közismertek. Illetve a művek átmenetet képeznek a kor hivatalos művészete és a modern művészet között. A kerámiák nagy részét felhasználták Szikszay Etus karakterének foglalkozását igazoló díszletként, illetve a forgatások különböző helyszíneinek háttérdekorációjaként. Szikszay Etus és az őt játszó színész, Csűrös Karola személye és neve eggyé vált a kerámiákkal. A szerepet játszó színésznő a forgatásokon többször imitálta a kerámiák készítését. A nézők a mai napig vele azonosítják a kerámiákat. A közönség egy részének az sem volt kérdés, hogy az iparművészeti tárgyakat valójában a karaktert játszó színész készítette. (Így eshetett meg, hogy Csűrös Karola egy alkalommal meghívást kapott egy prágai keramikus találkozóra.)
A sorozat befejeztével a kerámiák elkerültek Celldömölkre, ahol valódi kontextusuknak megfelelően láthatták az érdeklődök. Azonban a gyűjteményé alakult életmű nem élvezhette sokáig a vidéki kulturális intézmények zavartalan nyugalmát. A művelődési központ átépítése miatt ismét dobozba kerültek a kerámiák. A gondatlan tárolásnak köszönhetően számos alkotás megsemmisült, elkallódott vagy csak részben illetve fotón marad fent. A kerámiáknak az értő, szakszerű helyreállítását 2015-ben fejezte be Németh Katalin restaurátor. Ugyanebben az évben nyílt meg Szilágyi Mária állandó kiállítása a Kemenesaljai Művelődési Központ egyik helyiségben. Ahol az érdeklődők megtekinthetik az életmű megmaradt értékes darabjait.
A kerámiák utóélete és az általuk teremtett szituáció egy újszerű olvasattal szolgált az 1979-ben elhunyt keramikus életművével kapcsolatosan. A Borsón álmodott álmok című, budapesti Horizont Galériában (2021.december 15 - 2022Január 26.) bemutatott kiállítás többek között ezzel, vagyis a kerámiákhoz kapcsolható új összefüggéseknek a bemutatásával, feltárásával próbált kellő kontextust és átfogó értelmezést teremteni Szilágyi Mária személyét valamint munkásságát illetően.

### Tanulmányok
- Országos Magyar Királyi Iparművészeti Iskola, Budapest, 1931-35
- Római Magyar Akadémia, Róma, 1938

### Művei közgyűjteményekben
- Budapest, Iparművészeti Múzeum
- Celldömölk, Kemenesaljai Művelődési Központ és Könyvtár

### Művei köztéren és középületeken
- Celldömölk,  Kemenesaljai Művelődési Központ és Könyvtár, (1972)
- Celldömölk,  Városi óvoda (1975)
- Budapest, Thököly út 130. (1967) - lakóház földszint, lépcsőház
- Budapest, Endrődi Sándor utca 46. (2012) - lakóház földszint, bejárat

### Kiállításai
önálló
- 1968 Fényes Adolf Terem,[6] Budapest
- 1968 Savaria Múzeum, Szombathely
- 1971 Ferencvárosi Pincetárlat, Budapest,
- 1973 Derkovits Terem, Budapest
- 1977 Műcsarnok (Kamaraterem), Budapest
- 1979 Kemenesaljai Művelődési Ház, Celldömölk
- 2000 Kemenesaljai Művelődési Központ és Könyvtár, Celldömölk
- 2006 Kemenesaljai Művelődési Központ és Könyvtár, Celldömölk
- 2009 - 2012 Polgármesteri Hivatal, Mersevát
- 2015 Kemenesaljai Művelődési Központ és Könyvtár, Celldömölk
- 2021 Borson álmodott álmok, Horizont Galéria,Budapest

csoportos
- 1965 V. Országos Iparművészeti kiállítás, Műcsarnok, Budapest
- 1968 I. Országos Kerámia Biennálé, Janus Pannonius Múzeum, Pécs
- 1969 Bencze Klára textiltervezővel közös, Ferencvárosi Pincetárlat, Budapest
- 1970 II. Országos Kerámia Biennálé, Janus Pannonius Múzeum,Pécs
- 1971 Varga Győző festővel közös, Iparművészeti Bolt, Balatonfüred
- 1973 Mai Magyar Iparművészet, Fővárosi Művelődési Ház, Budapest
- 1973 Mai Magyar Iparművészet, Oroszlány
- 1975 Baksa Soós György szobrásszal közös, Kemenesaljai Művelődési Központ, Celldömölk,
- 1978 V. Országos Kerámia Biennálé, Janus Pannonius Múzeum, Pécs
- 1978 Mai Magyar Iparművészet, Fővárosi Művelődési Ház, Budapest
- 1980 A Népművészet Szellemében. III. Országos Képző- és Iparművészeti kiállítás, Katona József Múzeum, Kecskemét
- 1988 X. Országos Kerámia Biennálé, Janus Pannonius Múzeum, Pécs
- 2009 Móricz Sándor festővel közös, Polgármesteri Hivatal, Mersevát

### Bibliográfia
könyvek
- Mai Magyar Iparművészet. Kerámia, Porcelán, Üveg. Képzőművészeti Alap Kiadóvállalat, Budapest, 1975
- Szép tárgyak dicsérete, Gondolat, Budapest, 1978
- A magyar kerámiaművészet I. - alkotók, adatok 1945-1998, Magyar Keramikusok Társasága - Képző- és Iparművészeti Lektorátus, Budapest, 1999
- Kemenesaljai életrajzi lexikon, Kemenesaljai Regionális Ifjúsági Szervezet, Csönge, 2014

 kiadványok, brosúrák 
- I. Országos Iparművészeti kiállítás katalógusa, Műcsarnok, Budapest, 1965
- Szilágyi Mária keramikusművész kiállítása, katalógus, Fényes Adolf Terem, Budapest, 1968
- II. Országos Kerámia Biennálé katalógusa, Janus Pannonius Múzeum, Pécs, 1970
- Szilágyi Mária kerámikus kiállítása, katalógus, Műcsarnok, Budapest, 1977[7]
- V. Országos Kerámia Biennálé katalógusa, Janus Pannonius Múzeum, Pécs, 1978[8]
- A Népművészet Szellemében. III. Országos Képző- és Iparművészeti kiállítás katalógusa, Katona József Múzeum, Kecskemét, 1980
- A Magyar Kerámiák a XX.században II.kötet. Pályaképek 1945-1995 (munkafüzet), Képző- és Iparművészeti Lektorátus, Budapest, 1995
- Kemenes Béla: Szilágyi Mária Ajándéka Celldömölknek I.[halott link]
- Kemenes Béla: Szilágyi Mária Keramikusművész kiállításai[halott link]
- Borsón álmodott álmok kiállítás brosúra, Horizont Galéria, Budapest, 2021